# Daniel Molloy
Daniel Molloy è un personaggio immaginario della saga delle Cronache dei vampiri di Anne Rice. Appare per la prima volta nel primo libro della saga, Intervista col vampiro.

## Vicende di Daniel
Daniel è il giovane, anonimo giornalista che nel primo libro delle Cronache intervista il vampiro Louis de Pointe du Lac, il quale gli racconta tutta la sua storia, ma che alla fine non esaudisce il desiderio di Daniel di essere trasformato a sua volta in vampiro. Dopo questo episodio Daniel diventa ossessionato dall'idea di voler trovare Lestat de Lioncourt, il creatore di Louis, ma nella casa di Lestat a New Orleans trova invece un altro potentissimo vampiro: Armand.
Armand resta molto affascinato da Daniel, non lo trasforma, ma gli fa assaggiare un poco del suo inebriante sangue vampiresco; poi gli dona una fiala del proprio sangue, affinché altri vampiri percependola, non lo molestino né tanto meno lo trasformino; quindi Armand insegue e tormenta il giovane uomo per tre anni, mentre Daniel compie vari viaggi in giro per il mondo. Alla fine Daniel ed Armand instaurano una vera e propria relazione che dura per una decina di anni.
La loro relazione è piuttosto complicata, caratterizzata da un gioco di schiavo e padrone: Daniel si strugge dal desiderio di voler diventare un vampiro, ma Armand glielo nega sempre, pur continuando a fargli bere di tanto in tanto il proprio sangue, legandolo quindi sempre di più; ma non sempre è Armand ad avere la posizione dominante, infatti il vampiro adora ed invidia la vitalità del giovane uomo; non vuole renderlo un vampiro perché ha bisogno di un Daniel vivo, infatti attraverso il suo giovane corpo mortale Armand può gustare ancora delle sensazioni ormai perdute da secoli e perciò Daniel è come un insegnante e una guida per capire e assaporare il mondo moderno nella sua pienezza. Daniel, sempre più frustrato dal suo desiderio inappagato, diventa però preda della propria autodistruzione e il vampiro deve continuamente intervenire per salvarlo.
All'età di 32 anni Daniel è ormai preda della disperazione e l'alcol inizia a minare seriamente la sua salute, perciò Armand, per salvarlo in qualche maniera, si decide infine a trasformarlo in vampiro, pur sapendo che questo segnerà la fine del loro rapporto. Subito dopo infatti Daniel lo abbandona, per iniziare la propria carriera vampiresca. Successivamente Daniel ricompare brevemente nel libro Il vampiro Marius: Marius l'ha preso sotto la propria protezione perché Daniel sembra aver perso il proprio senno, ed è diventato ossessionato dall'idea di costruire enormi plastici di città giocattolo. Fortunatamente Marius afferma che lo stato attuale di Daniel è solo temporaneo e le sue facoltà mentali torneranno normali. Compare nuovamente nel libro Il principe Lestat, dove è ormai guarito dalla sua ossessione diventando, a tutti gli effetti, il compagno di Marius.